# شهاب مقربین
شهاب مقربین متولد ۱۳۳۳ شاعر معاصر ایرانی و برگزیده جایزه شعر امروز ایران است.

## زندگی
شهاب مقربین زادهٔ ۱۶ خردادِ ۱۳۳۳ در اصفهان است. دوران کودکی و نوجوانی را تا اتمام دورهٔ دبیرستان در این شهر سپری کرد. در سال ۱۳۵۱ با پذیرفته شدن در رشته مهندسی شیمی به تهران آمد و در دانشگاه صنعتی شریف -آریامهر سابق مشغول به تحصیل شد. با وقوع انقلاب فرهنگی تحصیلات این شاعر و نویسنده در رشته مهندسی شیمی ناتمام ماند. او در توصیف آن روزها گفته‌است: «علاقهٔ اصلی‌ام به ادبیات و به‌ویژه شعر، و پرداختن تمام‌وقت به آن، مرا از هرچیز دیگری دور می‌کرد، تا این‌که وقوع انقلاب فرهنگی کار را یک‌سره و تکلیفم را روشن کرد. در سال ۱۳۶۰ مشکلات زندگیِ آن روزها گریبانم را گرفته بود، برای گذران زندگی به بندرانزلی رفتم و آن‌جا مشغول به کار شدم. بعد از آن در سال ۱۳۶۳ دوباره به تهران برگشتم.»

## فعالیت ادبی
در دورهٔ نوجوانی، در اصفهان، کارهایی تجربی در زمینه‌های ادبی و شعر انجام داد، اما به گفته خودش  چون آن‌ها را فاقد ارزش ادبی لازم می‌دانست، برای انتشارشان اقدامی نکرد. با ورود به دانشگاه با، اسماعیل خوئی آشنا شد. شهاب مقربین این آشنایی را مهم توصیف کرده‌است و نقش مهمی در تشویق او در زمینه ادبیات داشت با این آشنایی، رفت و آمد و همنشینی او با شاعران مطرح آن روزگار میسر شد. در آن دوران با شاعرانی چون احمد شاملو، منوچهر آتشی، محمدعلی سپانلو، محمد حقوقی و… آشنایی نزدیک شکل گرفت. اولین مجموعهٔ شعر این شاعر با عنوان «اندوه پروازها» در سال ۱۳۵۸ منتشر شد.

## کتابشناسی
از این شاعر ده مجموعه شعر به فارسی منتشر شده‌است و دو کتاب برگزیده و نامزد  در دو رقابت ادبی شده‌است.

### شعر
| سال انتشار | نام کتاب                         | انتشارات      | توضیحات |
| ---------- | -------------------------------- | ------------- | --- |
| ۱۳۵۸       | اندوهِ پروازها                    | مؤلف          | اشعار مجموعه اول، در ضمن سادگی که در اشعار دفترهای دیگر نیز تکرار می‌شود و ذات شعرهای شهاب مقربین است، تصاویری را نشان می‌دهد که درون و دنیای شاعر را فاش می‌کند و با کشف اجزایی که خاص شاعر است، به زبانی نزدیک می‌شود که خواننده را به ادامه راه و خواندن سایر اشعار ترغیب می‌کند. |
| ۱۳۶۵       | گام‌های تاریک و روشن              | نشر تیراژه    | شعرهای سال‌های ۱۳۵۵ تا ۱۳۵۷ را شامل می‌شود. این اشعار را به‌طور کلی می‌توان به دو دسته تقسیم کرد: شعرهایی که ساده‌گویی و تصاویر شاعرانه دفتر نخستین را ادامه داده‌اند و شعرهایی که به لحاظ زبانی به تصنع نزدیک شده و زیاده‌گویی‌ها لحظات شعری زیبا را فدا کرده‌اند. |
| ۱۳۷۱       | کلمات چون دقیقه‌ها                | ناشر مؤلف     | این کتاب نخستین بار در سال ۱۳۷۱ نشر یافت و چاپ مجدد آن را نشر مانیا هنر سال ۱۳۹۹ منتشر کرد. کلمات چون دقیقه‌ها سومین کتاب این شاعر و در برگیرنده ۵۰ قطعه شعر سپید که در دهه شصت شمسی نوشته شدند. |
| ۱۳۸۲       | کنار جاده‌ی بنفش، کودکی‌ام را دیدم | نشر آهنگ دیگر | شهاب مقربین با این کتاب برگزیده جایزه شعر امروز ایران موسوم به جایزه شعر کارنامه شد. این کتاب در سال ۱۳۸۷ و ۱۳۹۰ نیز چاپ شده است. |
| ۱۳۸۵       | رویاهای کاغذی‌ام                  | نشر آهنگ دیگر | گزیده شعرهای پنج دفتر این شاعر را دربر می‌گیرد که در فاصله سال‌های ۱۳۵۳ تا ۱۳۸۵ سروده شده‌است. این مجموعه بر خلاف دیگر آثارش صفحه‌های بیشتری دارد در ۱۹۹ صفحه تدوین و عرضه شده‌است. |
| ۱۳۸۷       | این دفتر را باد ورق خواهد زد     | نشر آهنگ دیگر | این مجموعه شعرهای سروده شده در دهه هشتاد خورشیدی را در بر می‌گیرد. به گفته شاعر به خبرگزاری کتاب: «این مجموعه شامل ۵۵ قطعه شعر با نگاه اجتماعی و فلسفی است که بیشتر به همان مضامین قبلی سروده‌هایم، یعنی مفاهیم مرتبط با هستی‌شناسی و مسائل درونی و تنهایی انسان می‌پردازد. به عبارت دیگر، این نگاه هستی‌شناسانه، نگاهی به وضعیت انسان معاصر است.» چاپ دوم این کتاب سال ۱۳۹۰ منتشر شده است. |
| ۱۳۸۹       | سوت زدن در تاریکی                | نشر چشمه      | «سوت زدن در تاریکی» شعرهای عاشقانه است و در فاصله سال‌های آذر ۱۳۸۶ تا مهر ۱۳۸۸ سروده شده است. تم شعرهای این مجموعه مثل بیش‌تر شعرهای این شاعر، تنهایی انسان معاصر است و به نوعی با کشش و گریز هم‌زمان این انسان نسبت به عشق همراه است. انسان معاصر هم از عشق می‌هراسد و هم به سمت آن کشش دارد. چاپ دوم این کتاب سال ۱۳۹۰ منتشر شده است.                                                    |
| ۱۳۹۲       | کسی به در کوبید                  | نشر مروارید   | «کسی به در کوبید» هفتمین مجموعهٔ شعر او بیش از ۸۰ شعر کوتاه و نسبتاً بلند است. شعری از این مجموعه سانسور شده‌است. این کتاب شهاب مقربین در رقابت جایزه شعر خبرنگاران نامزد مرحله نهایی بود. |
| ۱۳۹۳       | گزینهٔ اشعار                      | نشر مروارید   | گزینه اشعار شهاب مقربین عنوان کتابی در ۳۰۱ صفحه دربرگیرنده منتخبی از هشت دفتر شعر منتشر شده او از سال ۱۳۵۳ تا ۱۳۹۳ است.در گزینه‌های شعر نشر مروارید که برگزیده از سروده‌های شاعران مختلف است عرضه شده‌است. |
| ۱۳۹۴       | تیک تاکِ قدم‌هات                   | نشر چشمه      | کتاب کم حجم در ۶۰ صفحه عمدتاً دربرگیرنده دربرگیرنده شعرهای عاشقانه کوتاه این شاعر است. این سروده‌ها روایت مینیمال دارند. |

### ترجمه
- My Paper Dreams رؤیاهای کاغذی‌ام ترجمه سروده‌های شهاب مقربین به زبان انگلیسی در آمریکا منتشر شده‌است. این کتاب شامل ۹۸ شعر است که توسط فاطمه لیلازی و علی‌رضا آبیز ترجمه شده و در انتشارات Unsolicited Press (آنسالیسیتد پرس)، واقع در ایالت اورگان– پورتلند سال ۲۰۱۸ منتشر شده‌است. مرکز پخش این کتاب نیز آمازون و شبکه توزیع کتاب اینگرام است. در معرفی ناشر از شعرها و شاعر این مجموعه آمده‌است: «رؤیاهای کاغذی‌ام» مفاهیم ژرف مربوط به هستی را می‌کاود. شهاب مقربین به دنبال رؤیاهای گمشده در خلاء نفس‌گیر زمان می‌گردد. شعرهای «رؤیاهای کاغذی‌ام» درهای ناممکن و نادیدنی زندگی را باز می‌کنند و زندگی را پیشاپیش خیال می‌نشانند. شاعر هم نقشِ ناظر را دارد و هم نقش محرک را. او تنهاست. شاعر آن احساساتی را نیز در نظر می‌گیرد که از آنچه اجتناب‌ناپذیر است، نشأت گرفته: از مرگ.[۱۳]

- Les Murs de Sable ترجمه‌ی گزیده‌ای از شعرها شهاب مقربین به زبان فرانسوی است که به فرانسه بابک صادق خانجانی در انتشارات Edilivre (اِدیلیور) در فرانسه به سال  ۲۰۱۶ میلادی منتشر شده است.[۱۴][۱۵]

- فیکه لیدان له تاریکی‌دا ترجمه‌ی کامل کتابِ «سوت زدن در تاریکی»، به زبان کُردی که به قلم مریوان حلبچه‌ای، سال ۱۳۹۱  خورشیدی، در سلیمانیه  عراق  منتشر شده است.[۱۶]

- سروده‌های دیگری نیز از این شاعر به زبان‌های ترکی، سوئدی، عربی و کردی ترجمه و در نشریه‌های مکتوب یا آن‌لاین عرضه شده‌است.
- این عکس من است گزینه اشعار نویسنده کانادایی مارگارت اتوود به ترجمه شهاب مقربین در نشر چشمه سال ۱۳۹۸ منتشر شده‌است.[۱۷]

## جوایز
این شاعر برای کتاب کنار جاده‌ی بنفش، کودکی‌ام را دیدم برنده جایزه شعر امروز ایران (جایزه شعر کارنامه) شده‌است و همچنین برای کتاب «کسی به در کوبید» نامزد جایزه شعر خبرنگاران شد.

## دیگر فعالیت‌ها
شهاب مقربین یکی از مؤسسان و گردانندگان نشر آهنگ دیگر است که با همراهی محمد شمس لنگرودی و حافظ موسوی از سال ۱۳۸۱ خورشیدی آغاز به کار کرد و در طول ده سال فعالیت خود، تا پیش از جلوگیری از ادامهٔ کارِ مؤسسه، به انتشار کتاب‌های متعدد در زمینهٔ ادبیات، به‌ویژه شعر، اهتمام ورزید. همچنین داوری در جایزه‌های متعدد ادبی از جمله داوری نخستین دوره جایزه شعر احمد شاملو، جایزه شعر بهاران، جشنواره ادبی هفت از جمله دیگر فعالیت‌های این شاعر است.